# ヒメイワダレソウ
ヒメイワダレソウ（Phyla canescens）は、南アメリカ原産のクマツヅラ科イワダレソウ属の植物。オーストラリアには、観賞植物や手入れが簡単な芝生として導入されたが、帰化して深刻な環境雑草としてみなされている。リッピアなどの通称でも知られている。
日本にも一部地域で帰化しており、生態系被害防止外来種リストの重点対策外来種に指定されている。

## 特徴
分岐が多くや肉厚の小さな葉は、短い柄が付いて相対している。花は短い花筒と5つの花弁状の裂片があり、長さは約2.5mmで、白や淡い桃色・紫色で、中心は黄色となっている。果実は、発芽に適した条件がそろっている時に2つに分裂し、それまでは乾燥した花の頭に隠されたままとなっている。発芽に不適切な環境下において、種子は約10年間は生存可能とされる。

## 分布
南アフリカ原産であり、アルゼンチンやボリビア、ブラジル、チリ、エクアドル、パラグアイ、ペルー、ウルグアイで記録されており、パンパの草原群落の構成要素である。農業雑草や侵入直物として、多くの地域に広がっている。
オーストラリアでは、特にマレー・ダーリング盆地の湿地帯や重粘土質の氾濫原に進入して、在来の植生に影響を与えている。この植物は時折氾濫するような場所ではよく育つ。ただし、激しく氾濫する場所では、イネ科のキシュウスズメノヒエやエレオカリス・プラナ(en)と競合することができない。
日本には、昭和初年（1926年）に渡来。宮崎県・琉球諸島に帰化している。

## 生態
自家受粉でも種子を付けることが可能であるが、その為の特別な適応はない。小花の構造上、結実には送粉者がひつようとなる。オーストラリアでは、外来種のセイヨウミツバチによって受粉しており、ミツバチがいない場合は種子は殆ど結実しない。日本においても、ニホンミツバチやセイヨウミツバチの頻繁な訪花が観察されている。
日本で市販されている系統は不稔で種子繁殖による逸出の恐れはないとされていた。しかしながら調査の結果、結実・発芽能力が確認されている。逸出して雑草化した場合、近縁種のイワダレソウへの遺伝子汚染が懸念される。
アルゼンチンでは、ビスカッチャの活動圏の周辺で優占種となっていることが分かっている。 これは、生育が遅いことと、草を選択的に食べるビスカッチャにとって嗜好性が欠如しているため、ヒメイワダレソウが繁殖を阻害されないためと思われる。また、家畜の放牧圧が高い地域でも繁茂する。

## 利用
地被植物として利用されることが多く、水田の畔に植栽されることもある。また、石垣や敷石の間、花壇の縁のほか、鉢や箱での寄せ植えにも使いやすい。
ヒメイワダレソウはヒマワリの30倍の土中の放射性セシウムの吸着効果があることが確認され、繁殖力を生かせば表土を削るなどよりも低予算で放射性セシウムを除去できる可能性がある。
一方で繁殖力が強いことから、草花や庭木に巻き付いて他の植物に悪影響を与える可能性もあり、特に背丈が低い草花はヒメイワダレソウが覆って枯らしてしまう危険性がある。この他、敷地外の土地に進入する恐れもある。
一度植えると駆除するのが難しく、完全な抜根は困難であり、除草剤を使用する必要がある。また、種子は最大10年間生き続けるため、一度除去したとしても再び生える場合もありえる。